# Bopp-Stiftung
Die Bopp-Stiftung war eine 1866 begründete Stiftung zu Ehren des Linguisten Franz Bopp, die jährlich einen Förderpreis an Gelehrte verlieh, die „auf [dem] von Bopp erschlossene[n] Gebiet der Sanskrit-Philologie sowie der vergleichenden Sprachforschung namentlich innerhalb des indogermanischen Völkerkreises“ tätig waren. Mit einem Preisgeld von anfangs 700 Talern war der Förderpreis doppelt so hoch dotiert wie der der Boeckh-Stiftung für Philologie.

## Geschichte
Zum 50. Jahrestags des Erscheinens von Bopps Werk „Über das Conjugationssystems der Sanskrit-Sprache“ wurde ihm am 16. Mai 1866 durch ein Komitee 7750 Taler zur Begründung einer Stiftung übergeben. Am 21. Juli 1866 wurde mit Einverständnis von Franz Bopp und der Königlichen Akademie der Wissenschaften zu Berlin das Statut festgestellt. Durch zusätzliche Spenden stieg das Kapital der Stiftung bis zu diesem Tag auf 7945 Taler an. 1867 gab es noch keine Verleihung, „da die Wirksamkeit der Stiftung mit dem Tage der Bestätigung, dem 21. Juli 1866, anhebt und die von da an bis zu Ende des Jahres 1866 aufgekommenen Zinsen noch keine volle Raten betrugen: so konnte 1867 noch keine Verleihung Statt haben und die erste Rate wird somit zum 16. Mai 1868 zur Verwendung kommen.“ Der erste Preis wurde auf Wunsch des damals bereits verstorbenen Franz Bopps 1868 an Ernst Siecke verliehen, der ihn in seinen letzten Jahren bei den Korrekturen unterstützt hat. Bereits ein Jahr später konnte die nach § 5 geplante Zusatzrate von 150 Talern durch v. a. ausländische Unterstützung erreicht werden. 1875 gab es eine Währungsreform und die Akademie verlieh fortan 1350 Mark. 1877 konnte das Preisgeld erneut erhöht werden. Im Jahresbericht heißt es darin: „Der Jahresertrag der Stiftung hat im vergangenen Jahr durch Ankauf einer 5 % Hypothek zu 36.000 Mark eine erhebliche Steigerung erfahren und beträgt fortab jährlich 1851 Mark, indem zu den Zinsen der Hypothek noch die von 900 Mark 4 1/2 % Consols und von 300 Mark in 3 1/2 % preußischer Prämien-Anleihe hinzutreten. Es stehen somit zunächst jährlich 1800 Mark zur Disposition.“ 1880 erfolgte die Kündigung der Hypothek und das Preisgeld wurde wieder auf 1350 Mark gekürzt. Durch die Inflation von 1923 verlor die Stiftung, wie bspw. auch die Humboldt-Stiftung, ihr Kapital.

## Statut
Das Statut wurde am 21. Juli 1866 in Berlin in 12 Paragrafen abgefasst. Es regelt die Themen Verleihung des Förderpreises (§§ 1, 9, 10, 11), Verwaltung des Vermögens (§§ 2, 3, 4, 5) und die Stiftungskommission (§§ 6, 7, 8). Einen Überblick gibt folgende Zusammenfassung:
§ 1: Der Zinsertrag wird alljährlich am 16. Mai verliehen: 
1. als Unterstützung junger Gelehrter, die ihre Studien auf der Universität bereits beendet haben.
2. für wissenschaftliche Leistungen oder zur Unterstützung wissenschaftlicher Unternehmungen.
Beides nur für die Gebiete Indogermanistik und Sanskrit-Philologie. Sollte der Preis für ein gedrucktes Werk verliehen werden, so muss dieses innerhalb der letzten drei Jahren erschienen sein.
§ 2: Die Königliche Akademie der Wissenschaften zu Berlin übernimmt die Verwaltung der Stiftung und vertritt sie nach außen.
§ 3: Das Vermögen der Stiftung wird von der Akademie verwaltet und dient alleinig dem dafür vorgesehenen Zweck.
§ 4: Die eingesetzte Kommission sieht die Rechnungen alljährlich ein und richtet ihre Tätigkeiten auch darauf, das Stiftungsvermögen zu mehren.
§ 5: Der verwendete Zinsertrag des letzten Jahres beträgt zunächst 300 Taler. Sollte diese Summe nicht erreicht werden können, so bilden die Einkünfte des vergangenen Jahres auf 10 Taler abgerundet die zu verwendende Summe. Sollte das Kapital mehr als 300 Taler Zinsen erwirtschaften, so wird der Überschuss erst ab 150 Talern Zinsen verwendet. Dann entscheidet die Kommission über deren Verwendung als zweites Preisgeld, als Preisgelderhöhung zu 450 Talern oder die zusätzliche Zinsen im Kapital zu lassen. Die Kommission braucht hierfür die Zustimmung der „philosophisch-historischen Classe“ und der Akademie. Bei Nichtzustimmung werden die Zinsen im Kapital belassen.
§ 6: Die philosophisch-historische Klasse wählt alle 4 Jahre eine Kommission der Bopp-Stiftung aus 5 Mitgliedern, von denen 3 ordentliche Mitglieder der phil.-hist. Klasse sein müssen. Die zwei anderen Mitglieder müssen keine Mitglieder der Akademie sein, aber „wissenschaftliche Männer und in Berlin wohnhaft“ sein. Ausgeschiedene Mitglieder sind wiederwählbar.
§ 7: Bei vorzeitigem Ausscheiden eines Kommissionsmitglieds wählt die phil.-hist. Klasse für die Restdauer ein neues Mitglied.
§ 8: Einen Monat nach der Wahl findet die erste Kommissionssitzung statt, in der der Vorsitzende, dessen Stellvertreter und der Schriftführer bestimmt werden. Beschlüsse werden mit Stimmenmehrheit entschieden. Dafür müssen mind. drei Mitglieder anwesend sein. Bei Stimmengleichheit entscheidet der Vorsitzende. 
§ 9: Franz Bopp besitzt die Verfügung über die Verwendung des Ertrags nach Maßgabe des Statuts und unterzeichnet die Benachrichtigung an den Betreffenden. Sollte er behindert sein oder nach seinem Ableben, tritt die Akademie an seine Stelle.
§ 10: Vorschläge können bis zum 1. Februar des jeweiligen Verleihungsjahres abgegeben können.
§ 11: Die Kommission gibt in einer öffentlichen Sitzung in einem kurzen Bericht die Verleihung und den Vermögensgegenstand der Stiftung bekannt.
§ 12: Eine Änderung des Statuts bedarf einer 2/3-Zustimmung der Kommission, der phil.-histor. Klasse und der Gesamt-Akademie.

## Liste der Preisträger (unvollständig)
| Jahr     | Preisträger                                | Preisgeld             | Begründung |
| -------- | ------------------------------------------ | --------------------- | --- |
| 1868     | Ernst Siecke                               | 300 Thaler            | auf Wunsch Bopps |
| 1869     | Hermann Ebel August Leskien                | 300 Thaler 150 Thaler | „für seine Bearbeitung seiner Zeußschen grammatica Celtica“ „als eine Unterstützung zur Fortsetzung seiner Studien, besonders auf dem Felde der slavischen Philologie.“                                                |
| 1870     | William Whitney Vilhelm Thomsen            | 300 Thaler 150 Thaler | „als ein Preis für seine Bearbeitung des Taittiriya-Praticakhya“ „als ein Preis für seine Schrift über den Einfluß der germanischen Sprachen auf die finnisch-lappischen.“                                             |
| 1871     | Wilhelm Pertsch Berthold Delbrück          | 300 Thaler 150 Thaler | „welcher gegenwärtig mit Bestimmung und Verzeichnung einer umfangreichen Sammlung indischer Münzen beschäftigt ist“ „zur Förderung seiner Studien auf dem Gebiet der Syntax des Sanskrit und der verwandten Sprachen.“ |
| 1872     | Richard Pischel                            | 450 Thaler            | „zu einer Reise nach London, um dort das handschriftliche Material für die Werke Kalidasa’s neu zu untersuchen.“ |
| 1873     | Carl Cappeller                             | 450 Thaler            | „als Beihilfe zu einer Reise nach England behulfs Collationierung dortiger Handschriften der Ratnavali des Cri Harsha“                                                                                                 |
| 1874     | Graziadio Ascoli                           | 450 Thaler            | „für die im ersten Bande seines Archivio glottologico Italiano enthaltenen Saggi Ladini“ |
| 1875     | Richard Pischel H. Hübschmann              | 900 Mark 450 Mark     | ? |
| 1876     | ?                                          | ?                     | ? |
| 1877     | Carl Cappeller Karl Verner                 | 900 Mark              | ? |
| 1878     | Leopold Schröder Heinrich Zimmer           | 900 Mark 900 Mark     | ? |
| 1879     | Leopold Schröder Bezzenberger H. Oldenberg | 900 Mark 450 Mark     | ? |
| 1880     | Eugen Hultzsch L. Garbe                    | 900 Mark 450 Mark     | ? |
| 1881     | Karl Friedrich Geldner                     | 1350 Mark             | „für seine Zendstudien“ |
| 1882     | Karl Brugmann Theodor Zachariae            | 900 Mark 450 Mark     | „in Anerkennung und Unterstützung seiner sprachwissenschaftlichen Studien.“ „zu einer Reise nach London zur Collationirung daselbst befindlicher Handschriften sanskritischer Glossare.“                               |
| 1883     | Friedrich Kluge Paul Deussen               | 900 Mark 450 Mark     | ? |
| 1884     | Hermann Collitz C. Bartholomae             | 900 Mark 450 Mark     | „zur Unterstützung seiner wissenschaftlichen Arbeiten.“ „zu dem besondern Zweck einer Studienreise nach Venedig.“ |
| 1885     | Eugen Hultzsch                             | 1350 Mark             | „zum Behufe einer Verlängerung seines Aufenthalts in Indien, speciell zur Ausdehnung seiner dortigen Reise auch nach Kaschmir.“                                                                                        |
| 1886     | R. Garbe Otto Schrader                     | 900 Mark 450 Mark     | „zur Verlängerungs eines Aufenthalts in Indien.“ „zur Unterstützung seiner linguistisch-historischen Forschungen zur Handelsgeschichte und Waarenkunde.“                                                               |
| 1887     | ?                                          | ?                     | ? |
| 1888     | Vincent Fausboll                           | 1350 Mark             | „die verdienstvolle Ausgabe der unter dem Namen Jataka gehenden Pali-Legenden über die Vorgeburten Buddha’s“ |
| 1889     | Theodor Zachariae W. Prellwitz             | 900 Mark 450 Mark     | „zur Förderung seiner Ausgabe von Hemacandra’s Anekárthasamgraha.“ „zur Fortsetzung seiner sprachwissenschaftlichen Studien.“                                                                                          |
| 1890     | Richard Schmidt Georg Huth                 | 900 Mark 450 Mark     | „Beihilfe zu einer Reise nach England, behufs Collationirung dortiger Handschriften der Cukasaptati.“ „zur Unterstützung seiner tibetisch-sanskritischen Studien.“                                                     |
| 1891     | Ernst Leumann W. Prellwitz                 | 900 Mark 450 Mark     | „als Beihülfe zu seiner Bearbeitung der an den Àvacyaka-Text angeschlossenen Erzählungen der Jaina“ „zur Fortsetzung seiner sprachvergleichenden Studien.“                                                             |
| 1892     | Paul Kretschmer Salomon Lefmann            | 900 Mark 450 Mark     | „zur Fortsetzung seiner Studien auf dem Gebiet der vergleichenden Sprachforschung.“ „zur Vollendung seiner Biographie Bopp’s.“                                                                                         |
| 1893     | O. Wiedemann Ernst Leumann                 | 900 Mark 450 Mark     | „zur Fortsetzung seiner littauisch-slavischen Studien.“ „zur Fortsetzung seiner Jaina-Studien“ |
| 1894     | R. Garbe Felix Solmsen                     | 900 Mark 450 Mark     | „zur Fortsetzung seiner Ausgabe des Ápastampa-sutra“ „zur Fortsetzung seiner sprachwissenschaftlichen Studien.“ |
| 1895     | ?                                          | ?                     | ? |
| 1896     | ?                                          | ?                     | ? |
| 1897     | O. Wiedemann Felix Solmsen                 | 900 Mark 450 Mark     | „zur Fortsetzung ihrer sprachwissenschaftlichen Arbeiten“ |
| 1898     | L. Heller H. Hirth                         | 900 Mark 450 Mark     | „zur Fortsetzung seiner Studien auf dem Gebiet der indischen Grammatik.“ „zur Fortsetzung seiner sprachwissenschaftlichen Studien.“                                                                                    |
| 1899     | Heinrich Zimmer                            | 1350 Mark             | „für eine Reise nach Irland im Interesse seiner keltischen Studien.“ |
| 1900     | Walter Friedlander von Nagelein            | 900 Mark 450 Mark     | „eine Reise nach England zur Untersuchung der Werke Qankhdyana-Aranyaka’s“ „Drucklegung seiner Arbeit für das Rossopfer.“                                                                                              |
| 1901     | Carl Cappeller Georg Huth                  | 900 Mark 450 Mark     | „zur Fortsetzung seiner Arbeiten auf dem Gebiet der indischen Philologie.“ „zur Förderung seiner Studien über die indischen Inschriften.“                                                                              |
| 1902     | ?                                          | ?                     | ? |
| 1903     | Johannes Hertel                            | 1350 Mark             | „zur Förderung seiner Studien über die indischen Inschriften.“ |
| 1904     | ?                                          | ?                     | ? |
| 1905     | ?                                          | ?                     | ? |
| 1906     | Friedrich Müller                           | 1350 Mark             | „seiner scharfsinnigen und folgereichen Entzifferung der in Chinesisch-Turkestan gefundenen manichäischen Schriftwerke.“                                                                                               |
| 1907 ff. | ?                                          | ?                     | ? |